# Згорній Разбор
Згорній Разбор (словен. Zgornji Razbor) — поселення в общині Словень Градець, Регіон Корошка, Словенія. Висота над рівнем моря: 910,2 м.